# Top Model (Scandinavia mùa 1)

Top Model, Mùa 1 (hay Top Model: New York) là mùa đầu tiên của Scandinavia's Next Top Model. Nó đã được phát sóng trên TV3 tại Đan Mạch, Na Uy và Thuỵ Điển bởi Viasat từ tháng 2 đến tháng 5 năm 2005.
Người chiến thắng trong cuộc thi là Kine Bakke, 21 tuổi từ Bergen, Na Uy. Cô nhận được giải thưởng là: 1 hợp đồng người mẫu với IMG Models ở New York trong 2 năm, lên ảnh bìa tạp chí Elle và 1 hợp đồng quảng cáo cho L'Oréal trị giá 250.000kr.

## Các thí sinh
(Tuổi tính từ ngày dự thi)
| Đến từ    | Thí sinh             | Tuổi | Chiều cao               | Quê quán      | Bị loại ở | Hạng        |
| --------- | -------------------- | ---- | ----------------------- | ------------- | --------- | ----------- |
| Na Uy     | Anne Hauge           | 23   | 1,74 m (5 ft 8+1⁄2 in)  | Sola          | Tập 2     | 9           |
| Đan Mạch  | Malene von der Maase | 20   | 1,74 m (5 ft 8+1⁄2 in)  | Holte         | Tập 2     | 9           |
| Thụy Điển | Paula Quiroga        | 20   | 1,73 m (5 ft 8 in)      | Stockholm     | Tập 2     | 10          |
| Thụy Điển | Maria Öhrstrand      | 19   | 1,78 m (5 ft 10 in)     | Malmö         | Tập 3     | 9 (Bỏ cuộc) |
| Na Uy     | Amila Vuckic         | 19   | 1,75 m (5 ft 9 in)      | Rykkinn       | Tập 3     | 8           |
| Đan Mạch  | Amirah Alsarrag      | 23   | 1,75 m (5 ft 9 in)      | Nørresundby   | Tập 3     | 8           |
| Thụy Điển | Heléne Melin         | 20   | 1,76 m (5 ft 9+1⁄2 in)  | Värnamo       | Tập 3     | 8           |
| Thụy Điển | Maria Lager          | 19   | 1,79 m (5 ft 10+1⁄2 in) | Stockholm     | Tập 4     | 7           |
| Đan Mạch  | Sophie Schandorff    | 18   | 1,74 m (5 ft 8+1⁄2 in)  | Albertslund   | Tập 4     | 7           |
| Na Uy     | Warsan Adam          | 22   | 1,75 m (5 ft 9 in)      | Oslo          | Tập 4     | 7           |
| Na Uy     | Anna Kolaczkowska    | 21   | 1,77 m (5 ft 9+1⁄2 in)  | Ellingsrud    | Tập 5     | 6           |
| Đan Mạch  | Helga Rose           | 24   | 1,75 m (5 ft 9 in)      | Frederiksberg | Tập 5     | 6           |
| Thụy Điển | Kumba M'bye          | 21   | 1,81 m (5 ft 11+1⁄2 in) | Malmö         | Tập 5     | 6           |
| Đan Mạch  | Anne Pedersen        | 19   | 1,74 m (5 ft 8+1⁄2 in)  | Frederiksberg | Tập 6     | 5           |
| Thụy Điển | Louise Willenheimer  | 19   | 1,77 m (5 ft 9+1⁄2 in)  | Malmö         | Tập 6     | 5           |
| Na Uy     | Tina Nordby          | 22   | 1,73 m (5 ft 8 in)      | Asker         | Tập 6     | 5           |
| Thụy Điển | Julia Krischel       | 20   | 1,73 m (5 ft 8 in)      | Hammarö       | Tập 7     | 4           |
| Na Uy     | Marna Haugen         | 23   | 1,76 m (5 ft 9+1⁄2 in)  | Ørsta         | Tập 7     | 4           |
| Đan Mạch  | Stéphanie Rasmussen  | 21   | 1,76 m (5 ft 9+1⁄2 in)  | Aabenraa      | Tập 7     | 4           |

Chung cuộc
| Đến từ    | Thí sinh              | Tuổi | Chiều cao               | Quê quán    | Bị loại ở | Hạng |
| --------- | --------------------- | ---- | ----------------------- | ----------- | --------- | ---- |
| Đan Mạch  | Stine Hansen          | 18   | 1,76 m (5 ft 9+1⁄2 in)  | Risskov     | Tập 8     | 9    |
| Na Uy     | Kristin Trehjørningen | 20   | 1,77 m (5 ft 9+1⁄2 in)  | Fornebu     | Tập 9     | 8-7  |
| Thụy Điển | Madelene Lund         | 20   | 1,73 m (5 ft 8 in)      | Stockholm   | Tập 9     | 8-7  |
| Đan Mạch  | Cecilie Madsen        | 22   | 1,74 m (5 ft 8+1⁄2 in)  | Bjerringbro | Tập 10    | 6-4  |
| Na Uy     | Henriette Stenbeck    | 19   | 1,79 m (5 ft 10+1⁄2 in) | Oslo        | Tập 10    | 6-4  |
| Thụy Điển | Maja Ekberg           | 21   | 1,75 m (5 ft 9 in)      | Borås       | Tập 10    | 6-4  |
| Thụy Điển | Elina Herbeck         | 19   | 1,80 m (5 ft 11 in)     | Umeå        | Tập 12    | 3-2  |
| Đan Mạch  | Nanna Christensen     | 22   | 1,72 m (5 ft 7+1⁄2 in)  | Copenhagen  | Tập 12    | 3-2  |
| Na Uy     | Kine Bakke            | 21   | 1,80 m (5 ft 11 in)     | Bergen      | Tập 12    | 1    |

## Thứ tự gọi tên
| Thứ tự | Tập       | Tập       | Tập       | Tập       | Tập       | Tập       | Tập | Tập       | Tập              | Tập                    | Tập         |
| Thứ tự | 2         | 3         | 4         | 5         | 6         | 7         |     | 8         | 9                | 10                     | 12          |
| ------ | --------- | --------- | --------- | --------- | --------- | --------- | --- | --------- | ---------------- | ---------------------- | ----------- |
| 1      | Nanna     | Cecilie   | Stine     | Stéphanie | Stéphanie | Cecilie   |     | Elina     | Nanna            | Kine                   | Kine        |
| 2      | Sophie    | Stine     | Cecilie   | Stine     | Cecilie   | Nanna     |     | Nanna     | Henriette        | Nanna                  | Elina Nanna |
| 3      | Amirah    | Nanna     | Anne      | Nanna     | Stine     | Stine     |     | Kine      | Elina            | Elina                  | Elina Nanna |
| 4      | Cecilie   | Stéphanie | Nanna     | Anne      | Nanna     | Stéphanie |     | Maja      | Cecilie          | Cecilie Henriette Maja |             |
| 5      | Helga     | Helga     | Helga     | Cecilie   | Anne      |           |     | Kristin   | Kine             | Cecilie Henriette Maja |             |
| 6      | Anne      | Sophie    | Stéphanie | Helga     |           |           |     | Cecilie   | Maja             | Cecilie Henriette Maja |             |
| 7      | Stine     | Anne      | Sophie    |           |           |           |     | Henriette | Kristin Madelene |                        |             |
| 8      | Stéphanie | Amirah    |           |           |           |           |     | Madelene  | Kristin Madelene |                        |             |
| 9      | Malene    |           |           |           |           |           |     | Stine     |                  |                        |             |
|        |           |           |           |           |           |           |     |           |                  |                        |             |
| 1      | Tina      | Kine      | Kine      | Henriette | Kristin   | Kine      |     |           |                  |                        |             |
| 2      | Henriette | Marna     | Marna     | Tina      | Henriette | Henriette |     |           |                  |                        |             |
| 3      | Kine      | Henriette | Kristin   | Kine      | Marna     | Kristin   |     |           |                  |                        |             |
| 4      | Marna     | Kristin   | Henriette | Marna     | Kine      | Marna     |     |           |                  |                        |             |
| 5      | Warsan    | Tina      | Anna      | Kristin   | Tina      |           |     |           |                  |                        |             |
| 6      | Amila     | Warsan    | Tina      | Anna      |           |           |     |           |                  |                        |             |
| 7      | Kristin   | Anna      | Warsan    |           |           |           |     |           |                  |                        |             |
| 8      | Anna      | Amila     |           |           |           |           |     |           |                  |                        |             |
| 9      | Anne      |           |           |           |           |           |     |           |                  |                        |             |
|        |           |           |           |           |           |           |     |           |                  |                        |             |
| 1      | Maja      | Elina     | Julia     | Maja      | Elina     | Elina     |     |           |                  |                        |             |
| 2      | Madelene  | Kumba     | Maja      | Julia     | Madelene  | Madelene  |     |           |                  |                        |             |
| 3      | Louise    | Maja      | Elina     | Louise    | Julia     | Maja      |     |           |                  |                        |             |
| 4      | Elina     | Julia     | Kumba     | Madelene  | Maja      | Julia     |     |           |                  |                        |             |
| 5      | Maria L.  | Madelene  | Louise    | Elina     | Louise    |           |     |           |                  |                        |             |
| 6      | Helene    | Maria.L   | Madelene  | Kumba     |           |           |     |           |                  |                        |             |
| 7      | Maria Ö.  | Louise    | Maria L.  |           |           |           |     |           |                  |                        |             |
| 8      | Julia     | Heléne    |           |           |           |           |     |           |                  |                        |             |
| 9      | Paula     | Maria Ö.  |           |           |           |           |     |           |                  |                        |             |

      Thí sinh bị loại
      Thí sinh dừng cuộc thi
     Thí sinh chiến thắng cuộc thi
- Từ 1 tới 9 ở lần 1 là thứ tự gọi tên ở Đan Mạch
- Từ 1 tới 9 ở lần 2 là thứ tự gọi tên ở Na Uy
- Từ 1 tới 10 ở lần 3 là thứ tự gọi tên ở Thụy Điển
- Từ 1 tới 9 ở tập 7 tới 12 là thứ tự gọi tên của 3 nước
- Tập 1 là tập casting
- Trong tập 3 ở Thụy Điển, Maria Ö. dừng cuộc thi nên Kumba, thí sinh bị loại ở tập 1, tham gia vào cuộc thi
- Tập 11 là tập ghi lại khoảnh khắc từ đầu cuộc thi

### Buổi chụp ảnh
- Tập 1: Tạo dáng vớ̀i đạo cụ bất kì (casting)
- Tập 2: Áo tắm ở đường phố New York
- Tập 3: Giam cầm
- Tập 4: Tạo dáng với động vật
- Tập 5: Phong cách Madonna
- Tập 6: Biểu cảm gương mặt
- Tập 7: Đồ lót đen theo cặp
- Tập 8: Áo tắm ở bãi biển Miami
- Tập 9: Tạo dáng trên xe buýt 2 tầng
- Tập 10: Ảnh bìa Top Model
- Tập 12: Ảnh chân dung trắng đen với Marcus Schenkenberg